# 熱放射

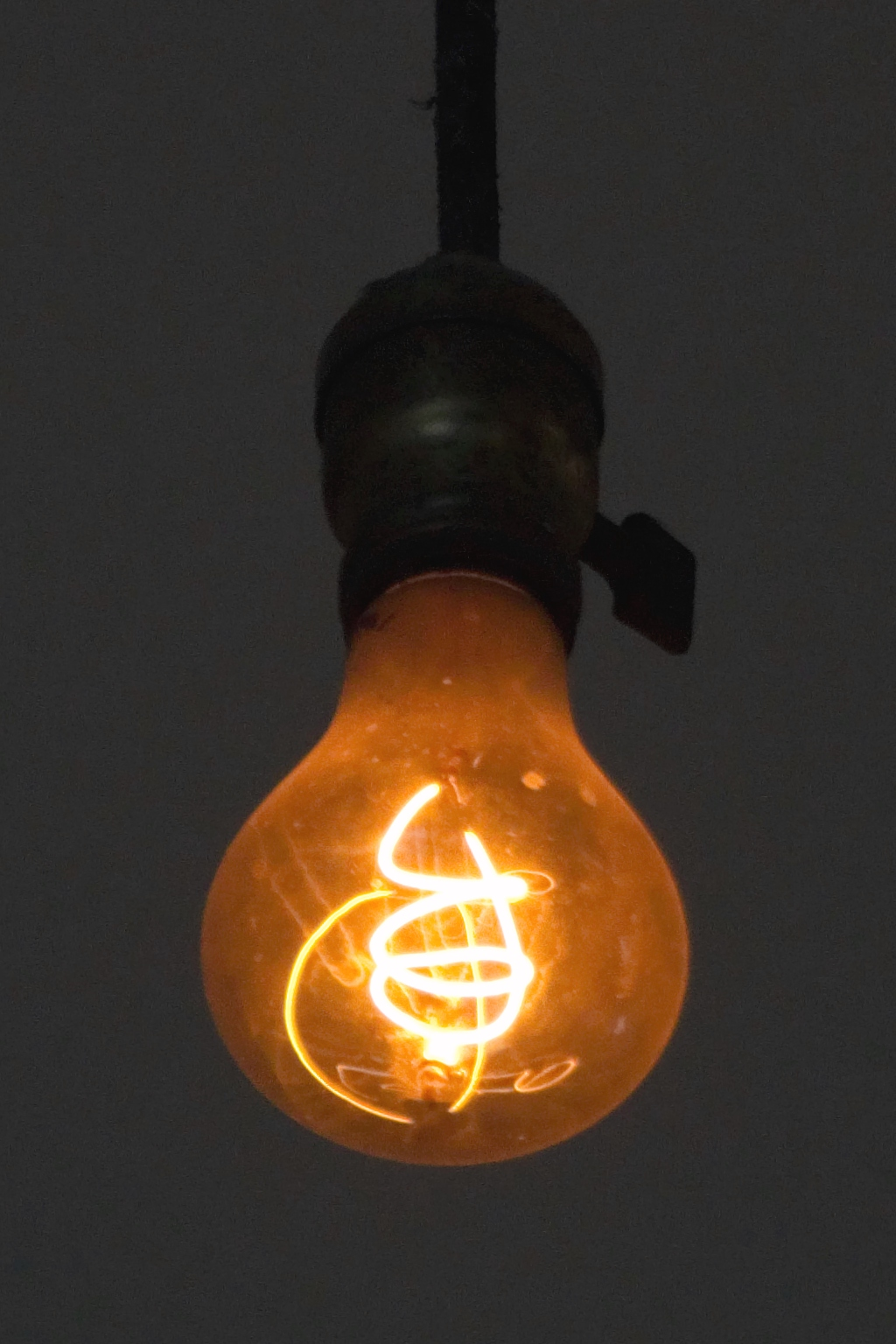
白熱電球は、熱放射を応用した照明器具である。

熱放射（ねつほうしゃ、英: thermal radiation）とは、気体、液体または固体を構成する原子や分子から、温度に依存する電磁波が放出されていることをいう。熱放射の源は、熱運動である。放射特性は物質の種類と温度で決まり、振動数の次元において広い連続スペクトルをもつ。熱放射は、伝熱の一種である。熱輻射（ねつふくしゃ）、温度放射、温度輻射ともいう。室温における熱放射の主成分は、赤外線である。

## 理論
熱放射の基礎理論はプランクの法則である。白熱電球は、電流が少ない場合は弱く赤っぽい光を出すが、電流が多くなると強く白っぽい光を出す。その理由はプランクの法則で説明できる。プランクの法則は、黒体という仮想的な物体について、熱放射のスペクトルと温度の関係を説明している。黒体が発する熱放射を黒体放射という。同じ温度での実際の物体の熱放射は黒体放射よりも弱いが、基本的な性質は同じである。実際の物体が出す熱放射と黒体放射の比を射出率または放射率εという。

### 派生的な法則
以下の法則は、全てプランクの法則から導出される。
ウィーンの変位則
黒体放射においてエネルギー密度が最大の波長と熱力学温度が反比例することを示す法則。つまり温度が高いほど波長の短い電磁波を多量に出す。プランクの法則で説明されるスペクトル曲線の最大値を数学的に求めることで導出される。この法則により、ピーク波長から温度を求める事が非接触でできる。
室温では主に赤外線を放射し、炭火やストーブなどは赤外線に加えて赤い可視光を放射し、白熱電球は更に白っぽく発光し、太陽は紫外線も放射している。
シュテファン＝ボルツマンの法則
黒体放射の全ての振動数にわたるエネルギーの総量が熱力学温度の4乗に比例することを示す法則。プランクの法則で説明されるスペクトル曲線を積分することで導出される。
レイリー・ジーンズの法則
黒体放射のピークに対応する波長よりもはるかに長い波長において、単位波長あたりの放射量が熱力学温度に(近似的に)比例するという法則。プランクの法則の近似として導出される。

## 放射伝熱
輻射伝熱ともいう。物体は外から当たった電磁波を反射・透過・吸収し、外へ向かって電磁波を放出する。全ての物体が電磁波を出し、それを相互に吸収することによって、差し引きでエネルギーが移動する。物体同士が離れていても、また、熱を媒介する物質がない真空でも熱が伝わる。気温が同じでも日向と日陰で体感温度が異なるのは、輻射伝熱によるものである。

### 面の間で運ばれる熱量
熱力学温度Ts 、表面積A2 で放射率ε2 の物体が、周囲の壁面（表面積A1 、放射率ε1 、熱力学温度Ta）に熱放射によって単位時間に放出する熱量P は下の式になる。
{\displaystyle P={\frac {\sigma }{{\frac {1}{\varepsilon _{2}}}+{\frac {A_{2}}{A_{1}}}(1/\varepsilon _{1}-1)}}A_{2}(T_{s}^{4}-T_{a}^{4})}
σ：シュテファン＝ボルツマン定数
A2 << A1 の時、すなわち遠くへ熱が広がっていく場合は
{\displaystyle P=\sigma \varepsilon _{2}A_{2}(T_{s}^{4}-T_{a}^{4})}
となる。熱放射される熱量は、シュテファン＝ボルツマン定数が小さい値なので、温度が低い時は小さいが、熱力学温度の4乗に比例するので、高温伝熱では熱伝導、対流以上に重要である。
壁面がより一般的な位置関係をとる場合は、形態係数F1→2 を用いて次のように表される。
{\displaystyle P=F_{1\rightarrow 2}\sigma \varepsilon _{2}A_{2}(T_{s}^{4}-T_{a}^{4})}